# Antonio Baratella
Antonio Baratella (Loreggia, prima del 1385 – Feltre, 27 luglio 1448) è stato un poeta italiano in lingua latina.

## Biografia

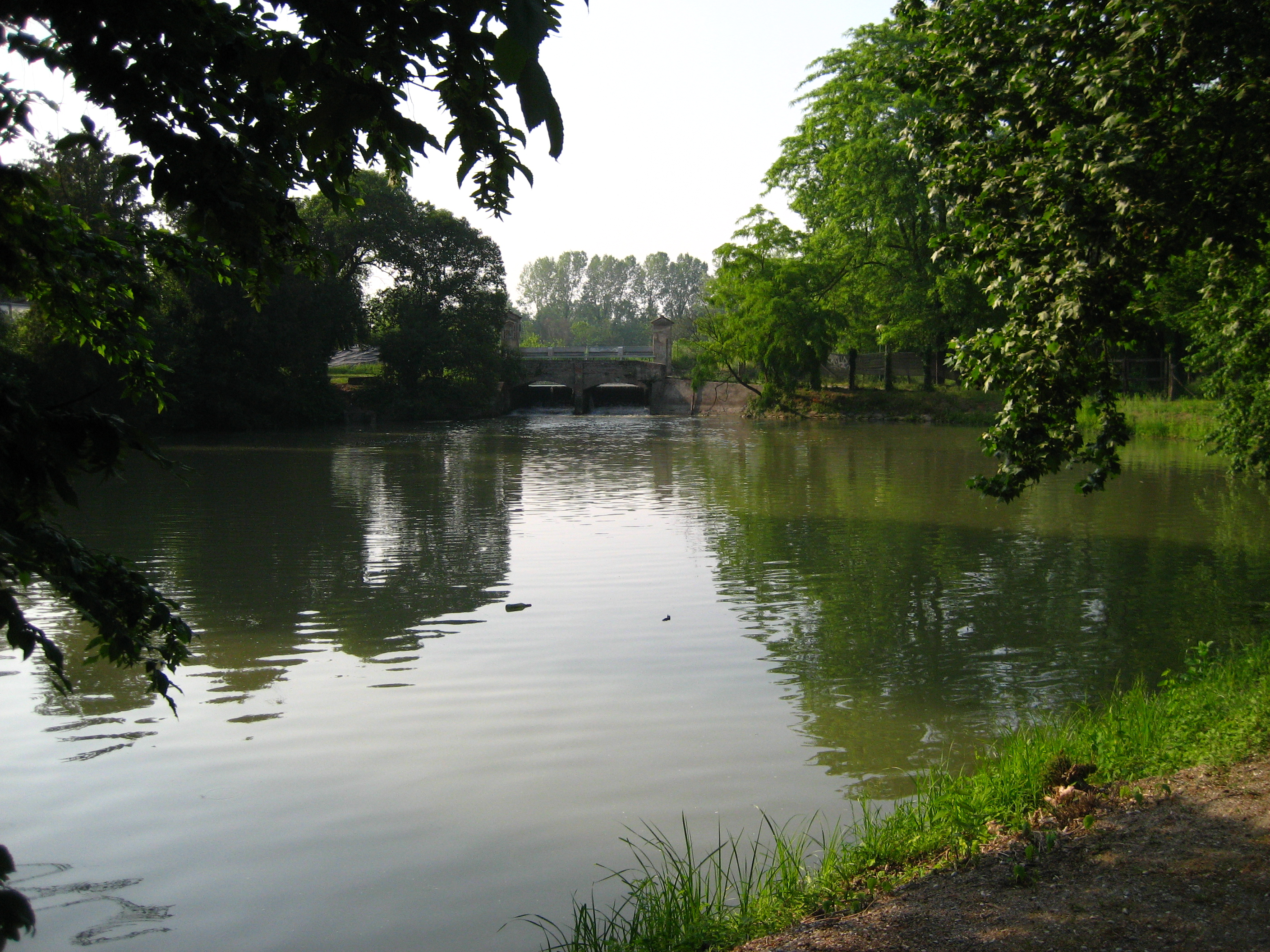
Il Muson Vecchio, ricordato nei versi di Baratella, nei pressi di Mirano

Nato a Loreggia, nei pressi di Padova, poco prima del 1385, spinto dalla volontà paterna, studiò diritto e nel 1405 divenne notaio. Seguì poi studi di legge e di arti. Baratella alternò alla professione notarile (esercitata a Camposampiero dal 1405 al 1412) l'insegnamento della retorica e della poesia in diverse località venete: Padova, Muggia, Belluno e Feltre.
Aspirava, con modesta fortuna, a divenire un poeta e a condurre una vita tranquilla, protetto da un mecenate. Scrisse novelle, poemi, poesie in gran numero, sperimentando nuovi metri, anche a scapito della chiarezza. Nel suo poemetto Musonea, composto a Pirano, ove insegnò dal 1426 al 1427, celebrò il Muson (l'attuale Muson Vecchio), un corso d'acqua che attraversa il paese natio.
L'interesse per questo autore è ormai prevalentemente storico: attraverso le sue opere abbiamo notizie dei diversi personaggi del tempo in cui visse, destinatari dei suoi versi.
Morì a Feltre nel 1448, a circa sessantatré anni.

## Opere
Delle opere di Baratella sono giunti sino a noi tredici manoscritti:
- Ecatometrologia, raccolta di carmi, 1420 circa
- Elegiae, componimenti poetici, 1422-23
- Policleomenareis, poemetto mitologico, 1422
- Foscara, poemetto celebrativo dell'elezione a doge di Francesco Foscari, 1423
- Musonea, poema, 1426
- Baratella, raccolta di carmi, 1426-27
- Antonia, componimenti vari, 1427-29
- Laureia, poema, 1430-31
- Asella Camela, poemetto
- Polydoreis, 1439
- Ecatometrologia, 1440, nuova redazione con integrazioni del manoscritto del 1420
- Epigrammata seu Protesilais, raccolta di carmi
- Metrologia Priscianica, novella

## Edizioni
- Foscara (1423), a cura di Adriana Cassata Contin e Elda Martellozzo Forin, Venezia, La Malcontenta, 2014, ISBN 978-88-95745-28-2.